# سونغ لين
سونغ لين (بالصينية: 宋林) هو قاضي صلح ‏ ورائد أعمال صيني، ولد في 3 فبراير 1963 في جينان في الصين.